# Paso del Portillo
El Paso Internacional "Portillo de Piuquenes" es un puerto de montaña habilitado, practicable para caminantes por un senda de montaña de larga historia, ubicado en la frontera de Chile y Argentina. 
Administrativamente se localiza en Chile en la comuna de San José de Maipo, Provincia de Cordillera, Región Metropolitana de Santiago. Se encuentra emplazado en el cordón principal de la Cordillera de Los Andes, al norte del cerro Marmolejo y al sur del nevado de Piuquenes, sobre las divisorias de las aguas que corren al Pacífico y el Atlántico respectivamente. Desde el lado chileno se accede por una serie de empinados caracoles zigzagueantes que ascienden desde el valle del río El Yeso, mientras que desde Argentina se trata de un ascenso de menor pendiente, que remonta desde el valle del río Palomares. El paso ha sido usado, por ejemplo, por la columna del general Lemos (distractiva) del Ejército de los Andes, por José de San Martín después de haber abandonado Perú tras la entrevista de Guayaquil, por Charles Darwin, Marcelo Gimenez, Joaquin Weiss, Pablo Gimenez, numerosos viajeros, arrieros y cabezas de ganado a lo largo de los siglos.   
Funciona en forma temporal, es decir, desde el 1 de noviembre y hasta el 30 de abril de cada año, como paso habilitado únicamente para turismo y deporte. El clima es frío, teniendo como temperaturas extremas en verano: 18°, y extremas en invierno: - 20°. Por el lado chileno está controlado por Carabineros de Chile y el SAG (para asuntos fitosanitarios) con sede en San Gabriel.
Tipo de CaminoChile: camino consolidado con ripio mejorado desde San José de Maipo hasta Paraje El Yeso, continuando luego senda natural hasta el paso.

## El cruce del Ejército de los Andes
El capitán Lemos desempeñaba el cargo de jefe del "Fuerte de San Carlos" y luego de que se retiraron los pehuenches que habían ido a parlamentar con José de San Martín, recibió la orden en septiembre de 1816 de marchar con el efectivo que constituía la guarnición del mismo y se estableciera en el valle de Los Chacayes, camino al paso del Portillo. Como en noviembre, a causa del derretimiento de las nieves, se iniciaba el tráfico hacia Santiago, el destacamento fue reforzado con 30 milicianos del regimiento de milicias de San Carlos, con 2 oficiales.
No se ha podido conocer el día exacto en que el destacamento cruzó la cordillera. La primera comunicación recibida por el intendente de Cuyo está fechada el día 7 de febrero en Peñón Rajado, en las proximidades de la Laguna Negra sobre el cajón del río Yeso, en ella se comunicaba que ese mismo día había tratado de sorprender la guardia de San Gabriel y que había fracasado en su intento a causa de un temporal; la guardia realista había abandonado el puesto dándose a la fuga. Puesto que había cumplido su misión de hacerse notar y dar la impresión de una invasión, las fuerzas atacantes se retiraron. 
Luego Lemos acampó en Los Piuquenes (territorio chileno) y posteriormente se unió a San Martín.